# Christian Cornelius Paus
Christian Cornelius Paus, född 18 oktober 1800, död 8 april 1879, vanligen kallad Christian Paus eller C.C. Paus, var en norsk jurist, ämbetsman, politiker och Henrik Ibsens farbror. Han var stadsfogde (motsvarende justitieborgmästare) i Skien 1847–1874, hade dessutom ämbeten som polismästare, stadsnotarie och magistrat, och var amtman (landshövding) i Bratsberg under tre perioder (1862–1863, 1864 och 1868–1869). Han var ledamot av Stortinget under tre perioder mellan 1848 och 1861, först som 2:a representant från Lister och Mandal amt 1848, därefter som 1:a representant från Skien 1857 och 1859.
Han anses av Ibsenforskare vara modell för stadfogden Peter Stockmann i En folkefiende. Den 25 augusti 1873 utnämndes han till riddare av Sankt Olavs Orden. Byfogd Paus gate i Skien är uppkallad efter honom. En självbiografisk skildring skriven 1877 finns tryckt i Andreas Bloms bok Efterladte historiske optegnelser.